# 황주 최씨
황주 최씨(黃州崔氏)는 황해북도 황주군을 본관으로 하는 한국의 성씨이다. 시조는 조선에서 좌상(左相)을 지낸 최남혁(崔南赫)이다.

## 참고 자료
- “황주최씨(黃州崔氏)”. 뿌리를 찾아서.[깨진 링크(과거 내용 찾기)]